# 雷斯·英博登
雷斯·阿利克·里德·英博登（英語：Race Alick Reid Imboden，1993年4月17日—）生于坦帕，是一名美国男子击剑运动员，主攻花剑。他最初曾接触过轮滑、小轮车等运动，后来他在一次轮滑中发生事故受伤。一次他在公园内玩玩具剑时，一名陌生人建议他练习击剑，他便在之后开始接触击剑。他在2012年伦敦奥运期间曾被挖角，奥运后开始模特事业。
2019年泛美运动会，他联同队友获得男子团体花剑金牌，颁奖典礼期间，他在赛场奏起美国国歌时单膝跪地，赛后他表示此举是为了抗议美国国内种族歧视、枪支管制、虐待移民以及散发仇恨的时任美国总统唐纳德·特朗普等的不满。同年8月21日，美国奥林匹克与残疾人奥林匹克委员会以在颁奖典礼进行政治示威为由对其处以禁赛一年的处罚。